# 톨렌제 싸움터

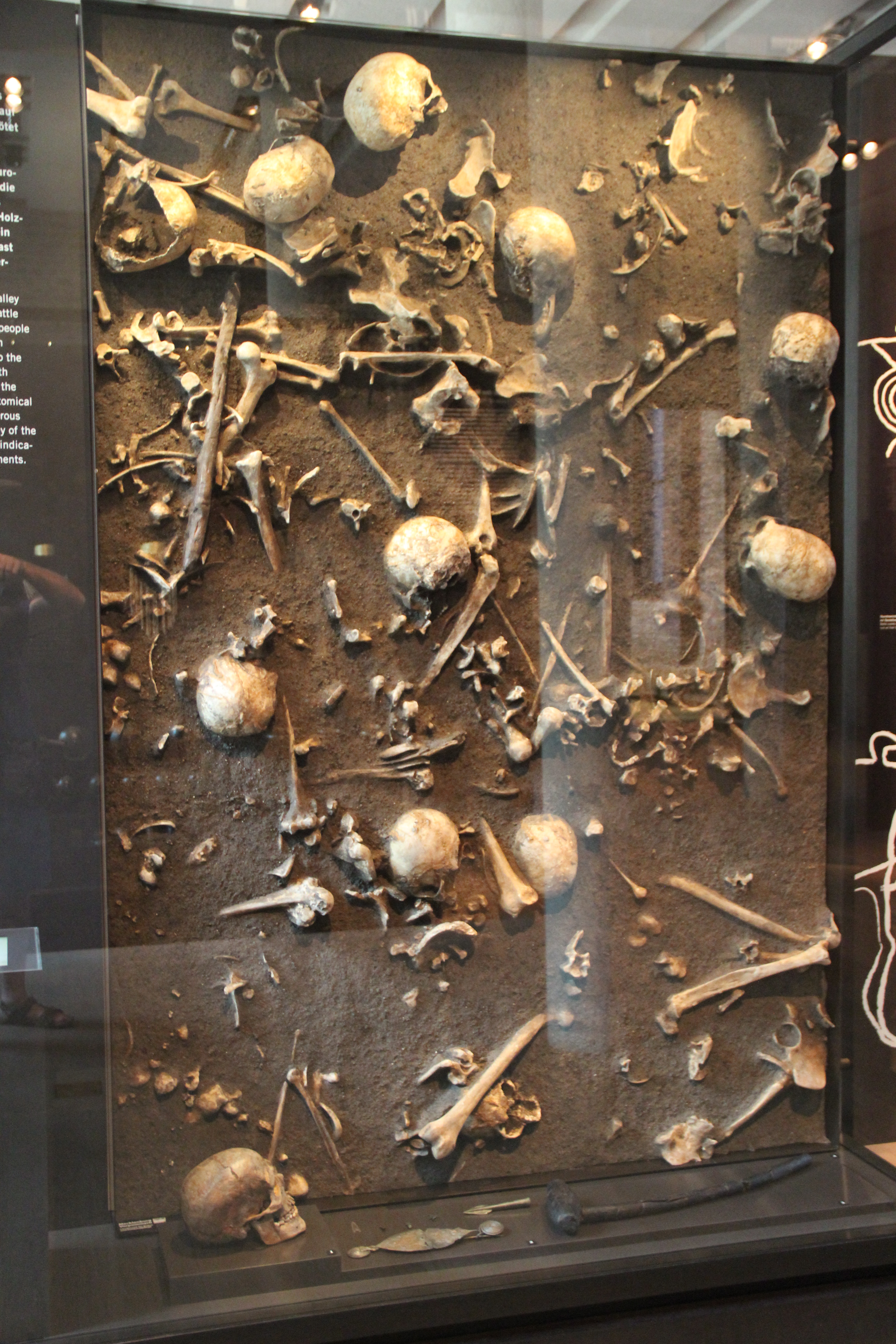

톨렌제 싸움터(독일어: Schlachtfeld im Tollensetal)는 북독일 메클렌부르크포어포메른주 메클렌부르크 호수고원 가장자리의 톨렌제 계곡에서 발견된 청동기 시대의 유적지다. 발견 자체는 1996년에 이루어졌지만, 본격적인 발굴은 2007년부터 시작되었다.
이 유적지에서는 수천 개의 뼛조각들이 발견되었으며, 기원전 14세기에 중앙유럽 각지에서 모여든 4,000여명의 사람들이 여기서 전투를 벌였던 것으로 추측되고 있다. 당시 북중유럽의 인구밀도는 1 평방미터당 5명에 불과했기 때문에, 이것은 현재까지 알려진 청동기 시대 중부유럽에서 가장 거대한 전투였다.

## 같이 보기
- 루사티아 문화
- 언필드 문화
- 북유럽 청동기 시대
- 후기 청동기 시대의 붕괴
- 선사전